# Scartelaos histophorus
A Scartelaos histophorus a csontos halak (Osteichthyes) főosztályának a sugarasúszójú halak (Actinopterygii) osztályába, ezen belül a sügéralakúak (Perciformes) rendjébe, a gébfélék (Gobiidae) családjába és az iszapugró gébek (Oxudercinae) alcsaládjába tartozó faj.
A Scartelaos halnem típusfaja.

## Előfordulása
A Scartelaos histophorus előfordulási területe az Indiai-óceán északi és keleti részein, valamint a Csendes-óceán nyugati felén van. Pakisztántól Japánig, valamint Ausztráliáig sokfelé megtalálható. A Mekong folyó árapálytérségében is fellelhető.

## Megjelenése
Ez a gébfaj legfeljebb 14 centiméter hosszú. Az alsó állkapcsán egy jól fejlett tapogatószál figyelhető meg; a felső állcsontján 19-31 fog ül. A testén 4-7 függőleges és vékony, kékesszürke sáv látható. A második hátúszón nincsenek nagy, fekete foltok, de vízszintes csíkok sem. A farok alatti úszót és a farokúszót hártya köti össze.

## Életmódja
Trópusi halfaj, amely a sós- és brakkvízet kedveli. Az oxigént képes, egyenesen a levegőből kivenni, azzal a feltétellel, ha nedvesek a kopoltyúi és a bőre. A víz alá is lemerülhet. Az iszapos és homokos árapálytérségeket, valamint a mocsaras folyótorkolatokat választja élőhelyéül, ahol akár az édesvizű szakaszokba is felúszik. Tápláléka az algák, a fonálférgek (Nematoda), a Harpacticoida rendbéli rákok és egyéb gerinctelenek.

## Felhasználása
Ennek az iszapugró gébnek csak kis halászati értéke van.